# Tecnologia farmacèutica

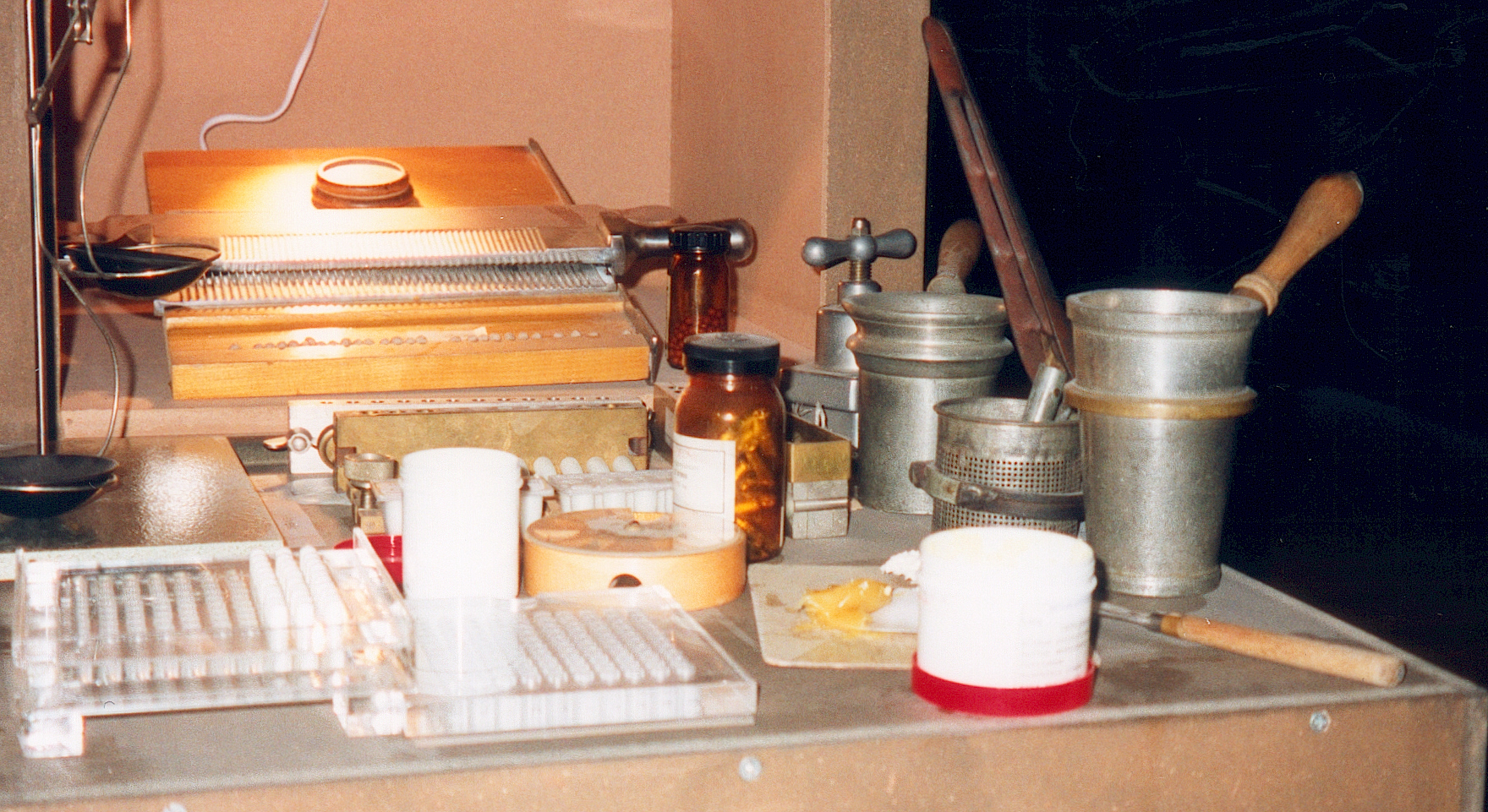
Utensilis propis en la fabricacions de medicaments

La tecnologia farmacèutica és la ciència i tècnica que s'ocupa de la fabricació de les formes farmacèutiques, així com la preparació dels fàrmacs, que a l'etapa d'eixida coneixem com a medicaments. La tecnologia farmacèutica forma part de l'antic art de la farmàcia galènica que està dividida en la biofarmàcia, l'estudi de la biodisponibilitat i bioequivalència (vessant de l'estudi in vivo i matemàtic de la galènica), i en la tecnologia farmacèutica, formulació i elaboració de medicaments (vessant tècnic de la galènica i aplicació de la biofarmàcia). Aquest nom prové del metge grec Claudi Galé de Pèrgam, ja que aquest art i ciència farmacèutica la va crear ell, però aquest nom ja no es prefereix en àmbits generals i universitaris, excepte en el camp de la indústria farmacèutica on aquesta activitat se la continua anomenant farmàcia galènica.
La composició amb què un principi actiu s'administra és el que s'anomena fórmula o forma de presentació. En el cas més simple de la pols sense substància vehicle, la substància activa per si sola és la forma farmacèutica de presentació. No obstant això, actualment les pols simples, ja siguen pures o barrejades amb substàncies vehicle, han perdut molta importància a causa dels nombrosos desavantatges que presenten, com per exemple, la limitada absorció de moltes substàncies actives per se o el mal sabor que presenten moltes d'elles.
Existeixen diverses formes per les quals un fàrmac pot ser introduït dins del cos, que depenent de la via d'administració poden ser sòlids, líquids o, fins i tot, gasos: pols, suspensions granulades, emulsions, solucions, pastes, cremes, ungüents, gels, locions, liniments, preparats intravenosos, comprimits, comprimits recoberts, càpsules, dragees, supositoris, cataplasmes, sistemes terapèutics, tintures, etc.
Una forma farmacèutica, doncs, es compon de substàncies actives i de substàncies vehicle que es processen d'una manera concreta i determinada.
Així, la presentació del fàrmac és, a més dels principis actius concrets que porta, decisiva per a l'efectivitat del medicament i determina en part les característiques de les preparacions farmacèutiques acabades (producció, emmagatzemament, caducitat, farmacocinètica, puresa microbiana, embalatge, etc.). Per a jutjar correctament l'efectivitat d'un medicament, la presentació és, juntament amb la substància activa pura, un factor que s'ha de tenir sempre en compte.
Perquè un medicament siga viable farmacocinèticament ha d'acomplir diversos requisits: la mescla ha de ser uniforme tant en contingut i en la proporció de la substància activa i estable tant químicament com biològicament i físicament, també ha de tindre una tolerància per al cos i la dosificació ha de ser exacta. De cara al pacient, la presentació, l'aspecte i les característiques organolèptiques tenen un paper primordial en l'adhesió terapèutica o compliance.

## Preformulació

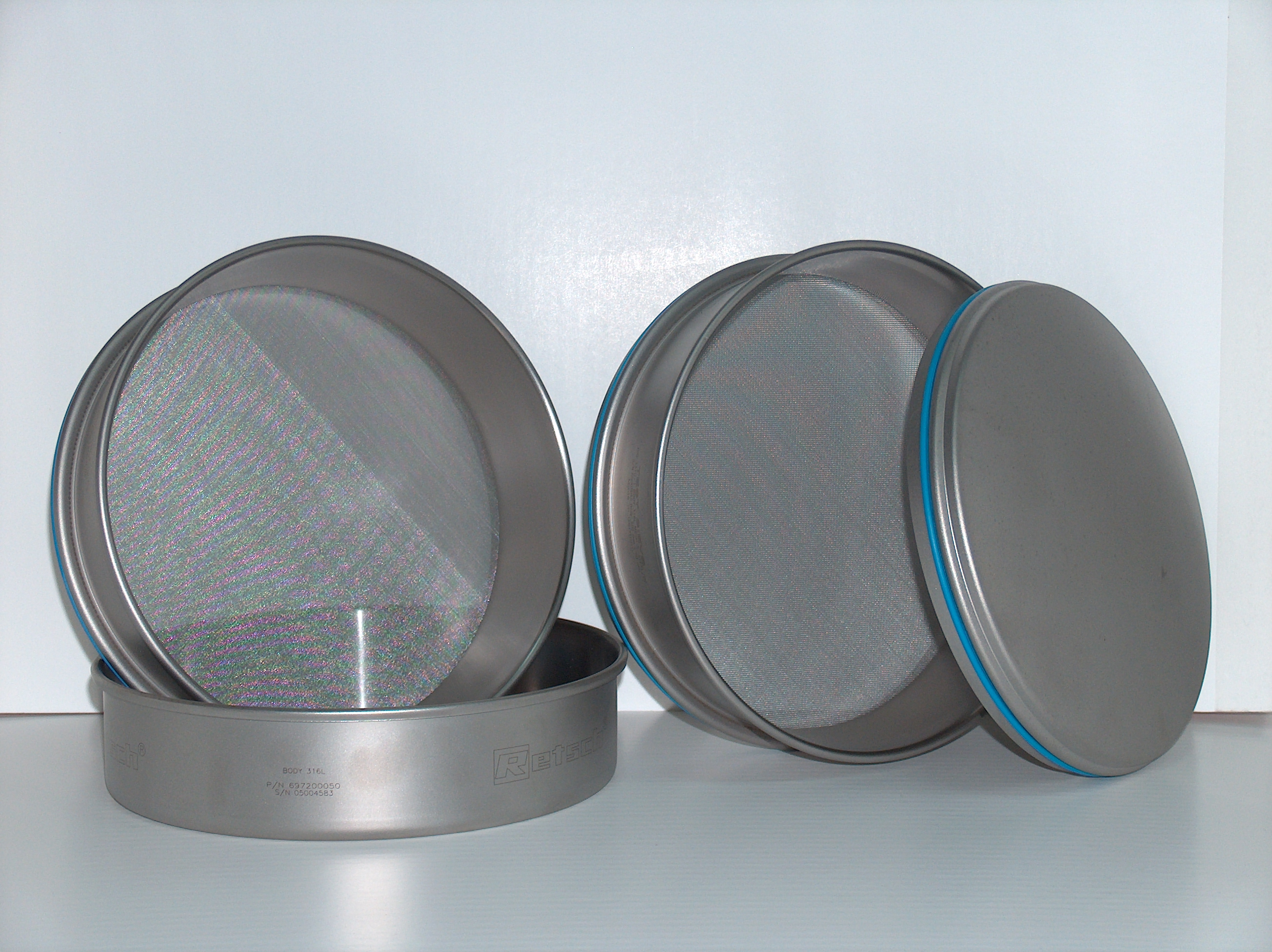
Tamisos metàl·lics d'ús en l'anàlisi granulomètrica

Qualsevol principi actiu que vulga ser comercialitzat ha de seguir una sèrie d'etapes que porten a la fabricació d'un medicament segur i eficaç. La primera etapa s'anomena preformulació i és l'estudi del principi actiu, tant fisicoquímicament com biofarmacèuticament, que influiran en l'elecció i el desenvolupament de la forma farmacèutica final.
Aquest estudi inclou molts aspectes a tindre presents en l'etapa de preformulació:
- Consideracions prèvies farmacodinàmiques i generals:
  - Propietats farmacodinàmiques:
    - Ús terapèutic
    - Reaccions adverses
    - Toxicologia
    - Dosificació i freqüència d'administració
    - Farmacocinètica

  - Característiques del malalts a qui va dirigit
    - Acceptació i comoditat del medicament
    - Cost del medicament
- Consideracions biofarmacèutiques:
  - Biodisponibilitat
  - Via d'administració
  - Característiques biofarmacèutiques de la formulació
- Característiques fisicoquímiques i farmacotècniques
  - Estat cristal·lí i polimorfisme
  - Punt de fusió
  - Solubilitat
  - Fluïdesa
  - Estabilitat
  - Compatibilitat

### Anàlisi granulomètrica
La preformulació també inclou l'estudi de l'aspecte o hàbit del principi actiu especialment en el sòlids pulverulents (pols simples), sent així la majoria de les substàncies utilitzades en la tecnologia farmacèutica. El mètode d'anàlisi que proporciona les característiques d'aquests sòlids s'anomena "anàlisi granulomètrica" i mesura tant la forma de la partícula com la densitat aparent de les partícules, útil per determinar la utilització d'aquesta pols en càpsules i en comprimits.

### Solubilitat
Un altre paràmetre que facilita l'ús de substàncies actives és la solubilitat. Aquest paràmetre permet determinar si un sòlid pot transformar-se en una dissolució amb l'objectiu final de preparar formes farmacèutiques líquides com injectables, locions d'ús tòpic, gotes oftàlmiques, elixirs o xarops. Quan una substància no pot dissoldre's en una altra substància vehicle, existeix la possibilitat de fer un sistema dispers heterogeni, és a dir, una mescla on una substància està dividida, dispersa, dins d'una altra. Açò és el concepte bàsic de molts preparats líquids o semi-sòlids com aerosols, suspensions extemporànies o emulsions (cremes, pomades, gels).

### Estabilitat
El paràmetre d'estabilitat té una gran transcendència per a qualsevol forma farmacèutica que es vulga preparar, ja que pot comportar disminució de la dosi en qüestió, formació de productes de degradació tòxics, modificació de les característiques organolèptiques o una disminució de la biodisponibilitat del fàrmac.
Aquesta estabilitat depén de la temperatura d'exposició, del pH del medi, de la humitat en sòlids, de la composició del medi de dissolució, de la presència de tensioactius i de la llum en substàncies fotosensibles entre d'altres. L'estabilitat es mesura mitjançant càlculs de cinètica química. S'ajusta el fàrmac a l'ordre de reacció (ordre zero, u o dos) i llavors es pot calcular el temps de vida mitjana o semivida (t1/2) o el període de validesa o temps de caducitat (t90). Aquest últim valor és el que marca la data de caducitat del fàrmac i marca quan la dosi del fàrmac està al 90% del valor inicial.

## Agençament de matèries primeres
Preparar i agençar una matèria primera, tant si és un fàrmac com si és un excipient, és el següent pas després d'haver comprovat les característiques de les substàncies a treballar mitjançant la preformulació.

### Operacions amb un sòlid pulverulent
Les operacions més importants que es fan amb sòlids pulverulents són polvorització, separació de partícules segons mida i mesclat.
La polvorització genera un augment de la superfície específica, facilitant una major dissolució de sòlids poc miscibles en aigua i millorant la biodisponibilitat del principi actiu o millorant l'agençament per a una posterior forma farmacèutica que necessite una granulometria menuda. Un sòlid pot reduir la seua mida per tres mecanismes bàsics: impacte i compressió, frec o desgast i tall.
La selecció de les partícules és principal per a una homogeneïtzació de la pols. Existeixen 3 maneres de separar sòlids per mida: tamisat, sedimentació i elutriació. Aquestes dues últimes maneres poden ser per aigua o per aire.

## Formes farmacèutiques
Antigament, els fàrmacs es creaven d'una manera empírica, això és, simplement fent proves; allò que tenia alguna utilitat, s'investigava. D'aquesta manera s'arribà a la "píndola", que actualment -tret del nom- ja no existeix com a tal. El que hui dia anomenem "píndola", és a dir, el contraceptiu oral, es presenta més bé en comprimits o comprimits recoberts.
Els fàrmacs es desenvolupen actualment mitjançant investigacions científiques amb un objectiu establert. La primera part del procés d'elaboració d'un nou fàrmac és la "preformulació", similar a un prototip. El següent pas és produir a xicoteta escala el fàrmac en un laboratori. Un cop provades l'efectivitat i l'absència de riscos del fàrmac, ja es pot passar a la producció industrial i la comercialització. Tot aquest procés s'anomena scaling-up, i en cadascun dels passos apareixen una gran diversitat de problemes específics: no és el mateix fer un comprimit en un laboratori que fabricar-lo a escala industrial.